# 雪浦川
雪浦川（ゆきのうらがわ）は、長崎県の西彼杵半島西部を流れ、角力灘（東シナ海）に注ぐ二級河川である。西彼杵半島最大の川で、流域は西海市と長崎市に属する。本流全体は「へ」の字型で、それに多くの支流が合流する。

## 流域
西彼杵半島中央の長浦岳（標高561m）北西側斜面を水源とする。上流部は「音無川」と呼ばれる。山間にV字谷を刻んで北へ流れ、幸物地区で藤原川と合流する。合流後は緩やかに南西方向へ流路を変えるが、ここには昭和52年（1977年）に雪浦ダムが完成した。
ダムの下流からは流れが緩くなり、支流の羽出川と合流する奥浦地区からは満潮時に海水が流入する。雪浦の集落や水田がある下流域では、一部を除いて高さ数mの堤防が整備されている。河口付近で小田川・河通川と合流し、角力灘へ注ぐ。河口の川幅は100mほど、河通川との合流点では200mほどになる。
上流・中流域は照葉樹林やスギ・ヒノキ林が広がるが、下流域は流域に沿って細長い沖積地が広がる。満潮時には河口から約4kmの奥浦地区、河通川では小田貝塚遺跡公園下まで海水が流入する。堤防内では潮が引くと転石地や砂泥干潟となる。また河口の外側右岸には砂浜が広がり、海水浴場として利用される。
流域はたびたび豪雨災害が起こり、大正12年、および昭和3年・28年・33年と被害の記録がある。昭和57年の長崎大水害の際にも氾濫した。上流域には雪浦ダム・河通ダムの他、各所に砂防堰堤が整備されている。

## 支流
藤原川
飯盛山（標高530m）北東斜面から流れ、幸物で合流。上流の一部は長崎市に属する。
羽出川
山内から流れ、奥浦で合流。流域は水田が多く、両岸はほとんど護岸が施されている。長崎県道12号線が並走し、電源開発松島火力発電所の工業用取水口もある。
河通川（ごうつうがわ）
長浦岳西部斜面から流れ、雪浦川河口域で合流。上流は長崎市に属する。流域のほとんどが森林内を流れる渓流で、岩背戸渓谷（ながさき県民の森）・螃蟹落としの滝・河通ダムがある。小田川および雪浦川との合流点付近では扇状地が広がる。

## 橋梁
- 新雪川橋（国道202号）
- 雪浦橋人道橋 - 2023年（令和5年）秋に撤去[1]

## 関連施設・観光地

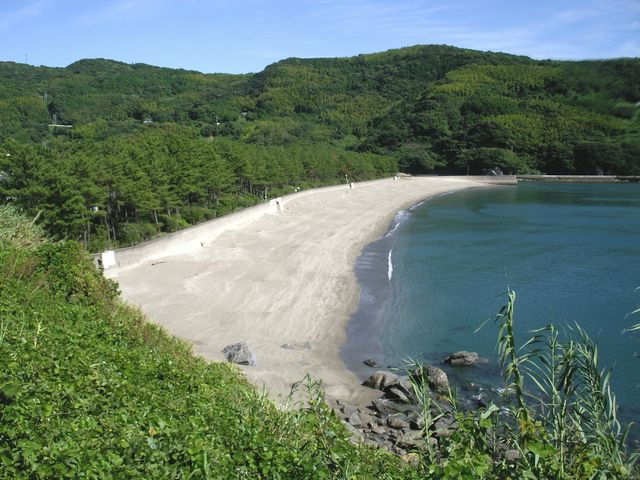
雪浦海水浴場。防風林の奥に雪浦の集落、砂浜の南端に河口がある

河川公園
雪浦ダム上流の幸物橋下、および下流域の奥浦に整備されている。
雪浦ダム
本流の中ほどに、昭和52年（1977年）に完成した多目的ダム。堤高44m・堤頂長146m・集水面積19.9km2・総貯水量390万m3の直線重力式コンクリートダムである。西海市と長崎市へ上水道用の送水が行われている。
岩背戸渓谷・ながさき県民の森
河通川上流域の森林および渓流域。保安林の他にキャンプ場などが整備されている。
螃蟹（つがね）落としの滝
河通川上流にある、落差約20mの滝。単に「つがねの滝」とも。「つがね」はモクズガニのことで、川を往来するモクズガニが滝から落ちる様を表す。
河通ダム
螃蟹落としの滝の下流に、昭和48年に作られた上水道専用の小さなダム。堤高17.5m・堤頂長60m・湛水面積5,500m2の直線重力式コンクリートダムである。神浦ダム（神浦川）と併せて、長崎市へ上水道用の送水が行われている。
雪浦海水浴場
河口右岸（北側）に約300mにわたって広がる、白砂青松の砂浜。